# اکبر هنرمند
اکبر هنرمند بازیگر سینما و تلویزیون ایران است.

## فیلم‌شناسی

### سینمایی
- انفجار در اتاق عمل (۱۳۷۰)
- جیب‌برها به بهشت نمی‌روند (۱۳۷۰)
- دیگه چه خبر!؟ (۱۳۷۰)
- شب روباه (۱۳۷۵)
- دوشیزه (۱۳۸۱)
- قارچ سمی (۱۳۸۱)

### مجموعه تلویزیونی
- میعاد در سپیده‌دم (۱۳۷۷)